# Cyrus Townsend Brady

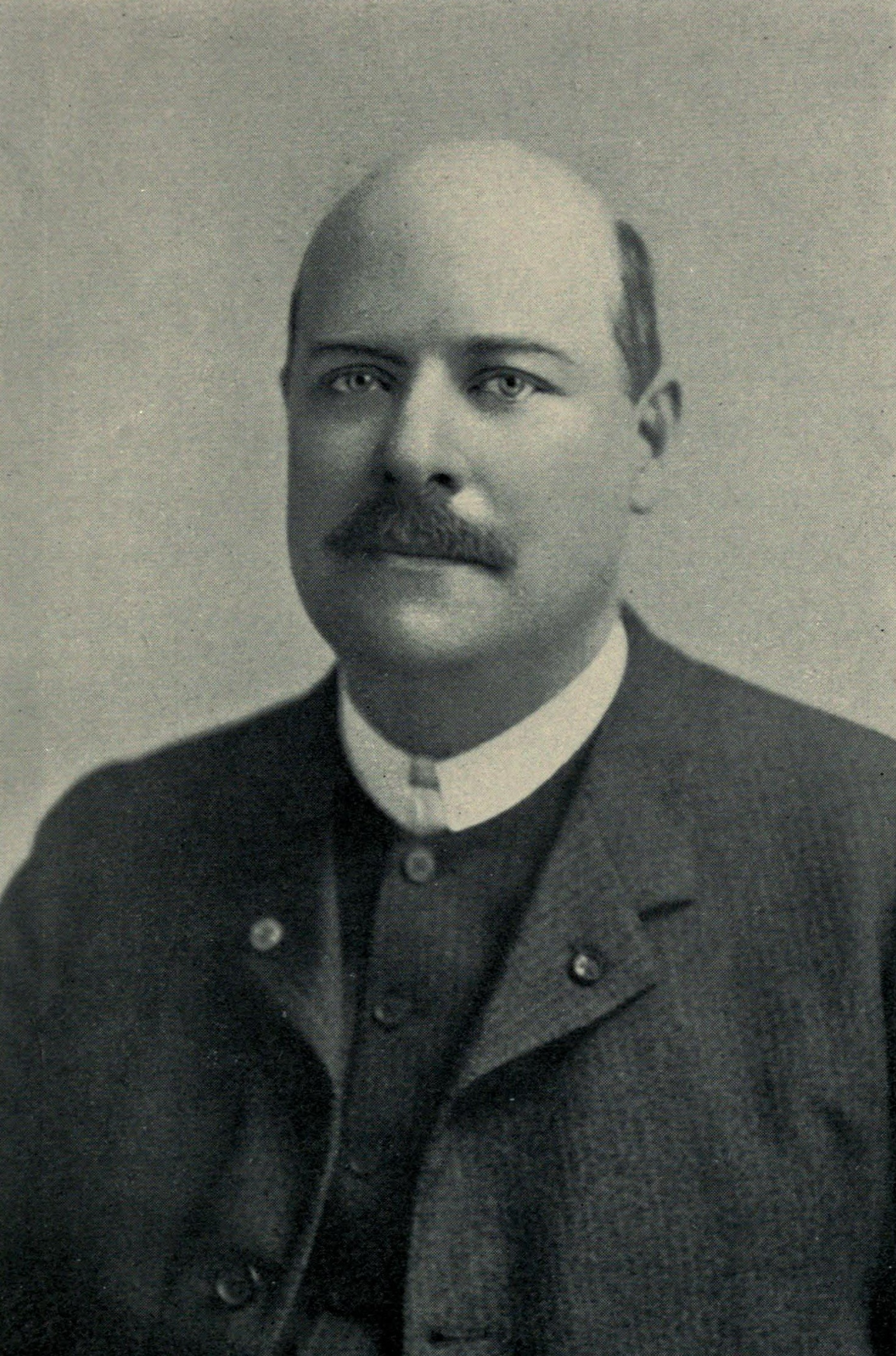
Cyrus Brady

Cyrus Townsend Brady, född den 20 december 1861 i Allegheny County, Pennsylvania, död den 24 januari 1920 i Yonkers, New York, var en  journalist, historiker och äventyrsförfattare från Förenta staterna.

## Biografi
Brady utexaminerades från U.S. Naval Academy 1883. År 1889  blev han diakon inom den Episkopalkyrkan i USA och prästvigdes 1890. Brady första betydande verk, For Love of Country, med den fiktiva huvudpersonen John Seymour, var baserad på verkoliga händelser. 
Han var även känd som antifeminist och motståndare till kvinnlig rösträtt och han menade att anhängarna därav förolämpade Gud.
Brady dog i lunginflammation vid 58 års ålder.